# Hansteinia sessilifolia
Hansteinia sessilifolia là một loài thực vật có hoa trong họ Ô rô. Loài này được (Oerst.) Durkee mô tả khoa học đầu tiên năm 1986.